# Villeferry
Villeferry ist eine französische Gemeinde mit 23 Einwohnern (Stand 1. Januar 2022) im Département Côte-d’Or in der Region Bourgogne-Franche-Comté. Sie gehört zum Kanton Semur-en-Auxois und zum Arrondissement Montbard.
Nachbargemeinden sind Brain im Nordwesten, La Roche-Vanneau im Nordosten, Dampierre-en-Montagne im Südosten und Arnay-sous-Vitteaux im Südwesten.

## Bevölkerungsentwicklung
| Jahr                       | 1962 | 1968 | 1975 | 1982 | 1990 | 1999 | 2008 | 2016 |
| -------------------------- | ---- | ---- | ---- | ---- | ---- | ---- | ---- | ---- |
| Einwohner                  | 71   | 63   | 59   | 49   | 35   | 36   | 30   | 30   |
| Quellen: Cassini und INSEE |      |      |      |      |      |      |      |      |